# خائیمه سالوادور
خائیمه سالوادور (اسپانیایی: Jaime Salvador‎؛ ۴ نوامبر ۱۹۰۱ – ۱۸ اکتبر ۱۹۷۶) فیلم‌نامه‌نویس، و کارگردان فیلم اهل اسپانیا بود. وی در سال ۱۹۲۴ به پاریس مهاجرت کرد و در آنجا به پخش فیلم‌های اروپایی در آمریکای لاتین پرداخت. از سال ۱۹۲۹ تا ۱۹۳۶ در بخش‌های تدوین، فیلمنامه و تولید فیلم شرکت گومون فعالیت داشت. در سال ۱۹۳۲ فیلم اسپانیایی «مرسدس» به کارگردانی خوسه ماریا کاسته‌یبی را تولید کرد. همچنین برای سریال‌های تلویزیونی گاسپار اناینه کاپولینا فیلمنامه نوشت.
از فیلم‌ها یا مجموعه‌های تلویزیونی که وی در آن‌ها نقش داشته‌است، می‌توان به مردگان سخن نمی‌گویند اشاره نمود.